# Alfa Romeo 177
L'Alfa Romeo 177 fu una vettura di Formula 1 utilizzata dalla scuderia Autodelta durante la stagione 1979. Il nome derivava dal fatto che il progetto era nato nel 1977. Esordì nel Gran Premio del Belgio con alla guida Bruno Giacomelli.
Con questa vettura, anche se gestita dall'Autodelta, il marchio di Arese faceva il suo ritorno con una vettura propria nel mondiale di Formula 1 dopo i titoli piloti nel 1950 e 1951.

## Storia

L'Alfa Romeo 177 con Bruno Giacomelli al volante.

Il progetto è dovuto all'ingegner Carlo Chiti che installò sulla vettura un motore a 12 cilindri contrapposti nato per le vetture sport Alfa Romeo 33TT12 e 33SC12. Dal 1976 questo motore spingeva la Brabham, e il rapporto con la scuderia di Bernie Ecclestone continuò fino al '79. La vettura effettuò i primi collaudi nel maggio del 1978 e, visti i fino ad allora carenti risultati della scuderia inglese, il mese successivo Chiti decise che la vettura avrebbe dovuto debuttare a Monza tre mesi dopo, decisione poi anticipata al Gran premio precedente per evitare la pressione mediatica in Italia, ma nella settimana precedente il gran premio si svolsero dei test sulla pista francese del Paul Ricard, con i piloti Vittorio Brambilla e Niki Lauda: sulla vettura vennero testate le coperture della Goodyear, dopo che nei test di maggio le gomme erano state fornite dalla Pirelli. L'Alfa Romeo comunicò ufficialmente il suo interesse a creare una propria vettura, in alternativa alla Brabham, rimandando però il suo esordio all'approntamento di un nuovo propulsore con architettura V12, che meglio si addiceva alle wing car rispetto al 12 cilindri piatto installato sulla 177, e dichiarandosi comunque pronta a proseguire la collaborazione con la scuderia inglese, infine il debutto della vettura fu rinviato al sesto gran premio della stagione successiva, il secondo a disputarsi in Europa.

## Carriera agonistica
Giacomelli utilizzò la vettura sia nel Gran Premio del Belgio che in quello di Francia. Il successivo modello 179 venne pensato per sfruttare l'effetto suolo, e per questo equipaggiato con un nuovo propulsore con architettura a V.
La 179 esordì al Gran Premio d'Italia. In quella occasione ci fu l'ultima apparizione della 177, con al volante Vittorio Brambilla il quale ritornava alle gare esattamente un anno dopo il terribile incidente del 1978 in cui perse la vita Ronnie Peterson avvenuto sempre in occasione del Gran Premio d'Italia. La vettura, surclassata da una concorrenza dotata di vetture più aggiornate, si qualificò ventiduesima in qualifica (in penultima fila) a oltre quattro secondi di distacco dalla pole position di Jean-Pierre Jabouille su Renault RS10 e si classificò dodicesima a un giro di distacco dal vincitore Jody Scheckter su Ferrari 312 T4.

## Risultati in Formula 1
| Anno | Team       | Motore            | Gomme | Piloti     |  |  |  |  |  |     |  |    |  |  |  |  |    |  |  | Punti | Pos. |
| ---- | ---------- | ----------------- | ----- | ---------- |  |  |  |  |  | --- |  | -- |  |  |  |  | -- |  |  | ----- | ---- |
| 1979 | Alfa Romeo | Alfa Romeo 115-12 | G     | Giacomelli |  |  |  |  |  | Rit |  | 17 |  |  |  |  |    |  |  | 0     | 16º  |
| 1979 | Alfa Romeo | Alfa Romeo 115-12 | G     | Brambilla  |  |  |  |  |  |     |  |    |  |  |  |  | 12 |  |  | 0     | 16º  |